# Championnat d'Ukraine de football 2009-2010
Navigation
Édition précédente Édition suivante
La saison 2009-2010 du championnat d'Ukraine est la dix-neuvième saison de l'histoire de la compétition. Le Dynamo Kiev met son titre en jeu pour la treizième fois de son histoire.
Les 16 équipes de première division sont regroupées au sein d'une poule unique où chacun rencontre ses adversaires 2 fois, une fois à domicile, une fois à l'extérieur.
Le Chakhtar Donetsk termine en tête du championnat à la fin de la saison et remporte le 5e titre de champion d'Ukraine de son histoire. Le Chakhtar Donetsk réalise même un doublé en remportant également la Supercoupe d'Ukraine.

## Qualifications en Coupe d'Europe
Le champion d'Ukraine est directement qualifié pour la phase de groupes de la Ligue des champions 2010-2011, tandis que le vice-champion d'Ukraine est qualifié pour le 3e tour préliminaire de la Ligue des champions 2010-2011.
Le vainqueur de la Coupe d'Ukraine est qualifié pour le Tour de barrages de la Ligue Europa 2010-2011; les trois clubs les mieux classés non déjà qualifiés en Coupe d'Europe sont qualifiés pour le Tour de barrages, le troisième ou le deuxième tour préliminaire de la Ligue Europa 2010-2011.

## Les clubs participants
- Dynamo Kiev (Tenant du titre)
- Chakhtar Donetsk (2e en 2008-2009)
- Metalist Kharkiv (3e en 2008-2009)
- Metalurg Donetsk (4e en 2008-2009)
- Vorskla Poltava (5e en 2008-2009)
- Dniepr Dniepropetrovsk (6e en 2008-2009)
- Metalurg Zaporijjye (7e en 2008-2009)
- Tavria Simferopol (8e en 2008-2009)
- Karpaty Lviv (9e en 2008-2009)
- Tchernomorets Odessa (10e en 2008-2009)
- Arsenal Kiev (11e en 2008-2009)
- Kryvbass Kryvyï Rih (12e en 2008-2009)
- Zarya Lugansk (13e en 2008-2009)
- Illichovets Marioupol (14e en 2008-2009)
- Zakarpattya Oujhorod (Champion de 2e division 2008-2009)
- Obolon Kiev (Vice-Champion de 2e division en 2008-2009)

## Compétition

### Classement
| Rang | Équipe                 | Pts | J  | G  | N  | P  | Bp | Bc | Diff |
| ---- | ---------------------- | --- | -- | -- | -- | -- | -- | -- | ---- |
| 1    | Chakhtar Donetsk       | 77  | 30 | 24 | 5  | 1  | 62 | 18 | +44  |
| 2    | Dynamo Kiev T          | 71  | 30 | 22 | 5  | 3  | 61 | 16 | +45  |
| 3    | Metalist Kharkiv       | 62  | 30 | 19 | 5  | 6  | 49 | 23 | +26  |
| 4    | Dniepr Dniepropetrovsk | 54  | 30 | 15 | 9  | 6  | 48 | 25 | +23  |
| 5    | Karpaty Lviv           | 50  | 30 | 13 | 11 | 6  | 48 | 25 | +23  |
| 6    | Tavria Simferopol      | 45  | 30 | 12 | 9  | 9  | 38 | 38 | 0    |
| 7    | Arsenal Kiev           | 42  | 30 | 11 | 9  | 10 | 44 | 41 | +3   |
| 8    | Metalurg Donetsk       | 40  | 30 | 11 | 7  | 12 | 41 | 33 | +8   |
| 9    | Metalurg Zaporijjye    | 35  | 30 | 10 | 5  | 15 | 31 | 48 | -17  |
| 10   | Vorskla Poltava        | 31  | 30 | 6  | 13 | 11 | 29 | 32 | -3   |
| 11   | Obolon Kiev P          | 31  | 30 | 9  | 4  | 17 | 26 | 50 | -24  |
| 12   | Illichovets Marioupol  | 29  | 30 | 7  | 8  | 15 | 31 | 56 | -25  |
| 13   | Zarya Lugansk          | 28  | 30 | 7  | 7  | 14 | 23 | 47 | -24  |
| 14   | Kryvbass Kryvyï Rih    | 25  | 30 | 7  | 4  | 19 | 31 | 47 | -16  |
| 15   | Tchernomorets Odessa   | 24  | 30 | 5  | 9  | 16 | 21 | 44 | -23  |
| 16   | Zakarpattya Oujhorod P | 19  | 30 | 5  | 4  | 21 | 18 | 44 | -26  |

| Légende : Qualifications et relégations | Légende : Qualifications et relégations         |
| --------------------------------------- | ----------------------------------------------- |
|                                         | Ligue des Champions 2010-2011 (Phase de groupe) |
|                                         | Ligue des Champions 2010-2011 (3e tour)         |
|                                         | Ligue Europa 2010-2011 (Play-off)               |
|                                         | Ligue Europa 2010-2011 (3e tour)                |
|                                         | Ligue Europa 2010-2011 (2e tour)                |
|                                         | Relégation en Liga II                           |
|                                         | T : Tenant du titre 2008-2009 P : Promu         |

## Bilan de la saison
| Tableau d'Honneur |                   |
| Compétition       | Vainqueur         |
| Vyshcha Liha      | Chakhtar Donetsk  |
| Coupe d'Ukraine   | Tavria Simferopol |

| Promotions et relégations |                                           |
| Relégués en Persha Liha   | Tchernomorets Odessa Zakarpattya Oujhorod |
| Promus de Persha Liha     | Sevastopol Volyn Lutsk                    |

| Qualifications européennes 2010-2011 |                                    |
| Ligue des Champions                  | Qualifiés                          |
| Phase de groupe                      | Chakhtar Donetsk                   |
| 3er tour                             | Dynamo Kiev                        |
| Ligue Europa                         | Qualifiés                          |
| Play-off                             | Metalist Kharkiv Tavria Simferopol |
| 3er tour                             | Dniepr Dniepropetrovsk             |
| 2er tour                             | Karpaty Lviv                       |

## Statistiques

### Affluences
2.158.757 personnes soit une moyenne de 8 995 spectateurs par match.
Plus grande affluence : Chakhtar Donetsk - Dynamo Kiev, 29e journée, 52.518 spectateurs

Plus petite affluence : Vorskla Poltava - Metalurg Donetsk, 10e journée ; Kryvbass Kryvyï Rih - Metalurg Zaporijjye, 17e journée ; Arsenal Kiev - Tchernomorets Odessa, 17e journée, 500 spectateurs

### Meilleurs buteurs
| # | Joueur                    | Buts (Pen.) | Equipe                                  |
| - | ------------------------- | ----------- | --------------------------------------- |
| 1 | Artem Milevskyi           | 17 (5)      | Dynamo Kiev                             |
| 2 | Jackson Coelho            | 16 (3)      | Metalist Kharkiv                        |
| 3 | Yevhen Seleznyov          | 13 (2)      | Chakhtar Donetsk/Dniepr Dniepropetrovsk |
| 4 | Luiz Adriano              | 11 (2)      | Chakhtar Donetsk                        |
| 5 | Andrei Varankaw           | 10          | Obolon Kiev/Kryvbass Kryvyï Rih         |
| 6 | Henrikh Mkhitaryan        | 9           | Metalurg Donetsk                        |
| 6 | Denys Oliynyk             | 9           | Metalist Kharkiv                        |
| 6 | Andriy Vorobey            | 9           | Arsenal Kiev                            |
| 6 | Ionuţ Mazilu              | 9 (1)       | Arsenal Kiev                            |
| 6 | Jádson Rodrigues da Silva | 9 (3)       | Chakhtar Donetsk                        |